# Radio Nacional Argentina
Radio Nacional Argentina è un'emittente radiofonica pubblica edita dalla Radio y Televisión Argentina. I suoi programmi trasmettono notizie di cronaca, cultura e storia nazionale. Le scalette musicali comprendono sia il tango, che il folklore che il rock. Radio Nacional Argentina trasmette anche eventi sportivi di primo piano, come le partite della nazionale argentina di calcio e le cronache dei giochi olimpici.
Dal 1949 Radio Nacional Argentina edita a sua volta Radiodifusión Argentina al Exterior, l'emittente radiofonica argentina a diffusione internazionale che trasmette in differenti lingue.

## Storia
Iniziò ad emettere il 6 luglio 1937 come LRA Radio del Estado ed assunse l'attuale denominazione nel 1957.

## Diffusione
La sede di Radio Nacional Argentina è situata nella capitale nazionale Buenos Aires. All'interno del Paese sono presenti numerose stazioni che riproducono il segnale originale ma in aggiunta trasmettono programmi di propria produzione.
- LRA1 Radio Nacional Buenos Aires
- LRA2 Viedma, provincia di Río Negro
- LRA3 Santa Rosa, provincia di La Pampa
- LRA4 Salta, provincia di Salta
- LRA5 Rosario, provincia di Santa Fe
- LRA6 Mendoza, provincia di Mendoza
- LRA7 Córdoba, provincia di Córdoba
- LRA8 Formosa provincia di Formosa
- LRA9 Esquel, provincia di Chubut
- LRA10 Ushuaia, provincia di Terra del Fuoco
- LRA11 Comodoro Rivadavia, provincia di Chubut
- LRA12 Santo Tomé, provincia di Corrientes
- LRA13 Bahía Blanca, provincia di Buenos Aires
- LRA14 Santa Fe, provincia di Santa Fe
- LRA15 San Miguel de Tucumán, provincia di Tucumán
- LRA16 La Quiaca, provincia di Jujuy
- LRA17 Zapala, provincia di Neuquén
- LRA18 Río Turbio, provincia di Córdoba
- LRA19 Puerto Iguazú, provincia di Misiones
- LRA20 Las Lomitas, provincia di Formosa
- LRA21 Santiago del Estero, provincia di Santiago del Estero
- LRA22 San Salvador de Jujuy, provincia di Jujuy
- LRA23 San Juan, provincia di San Juan
- LRA 24 Río Grande, provincia di Terra del Fuoco
- LRA 25 Tartagal, provincia di Salta
- LRA 26 Resistencia, provincia del Chaco
- LRA 27 Catamarca provincia di Catamarca
- LRA 28 La Rioja provincia di La Rioja
- LRA 29 San Luis provincia di San Luis
- LRA 30 Bariloche, provincia di Río Negro
- LRA 36 Arcángel San Gabriel - Base Esperanza, Antartide Argentina
- LRA 42 Gualeguaychú, provincia di Entre Ríos
- LRA 51 Jachal, provincia di San Juan
- LRA 52 Chos Malal, provincia di Neuquén
- LRA 53 San Martín de los Andes, provincia di Neuquén
- LRA 54 Ingeniero Jacobacci, provincia di Río Negro
- LRA 55 Alto Río Senguer, provincia di Chubut
- LRA 56 Perito Moreno, provincia di Santa Cruz
- LRA 57 El Bolsón, provincia di Río Negro
- LRA 58 Río Mayo, provincia di Chubut
- LRA 59 Gobernador Gregores, provincia di Santa Cruz